# هاري وارد (لاعب دارت)
هاري وارد (بالإنجليزية: Harry Ward)‏ هو لاعب دارت بريطاني، ولد في 13 يونيو 1997 في Swadlincote ‏ في المملكة المتحدة.

## وصلات خارجية
- هاري وارد على موقع DartsDatabase.co.uk (الإنجليزية)